# 국가방공동맹

국가방공동맹의 기.

국가방공동맹(독일어: Reichsluftschutzbund; RLB)은 거주지역의 방공 민방위를 담당한 나치 독일의 조직이다.
RLB는 1933년 헤르만 괴링이 자원 가입 단체의 형태로 발족시켰다. 그전까지 존재하던 방공 관련 의용단체들은 RLB에 흡수되었다. 1939년 RLB는 겉으로만 민간단체인 의사자율 비정부기구가 되었고 1944년 아예 나치당 산하조직이 되었다. RLB는 2차대전 종전 이후 연합국에 의해 해산되었다. 그 후신은 독일연방공화국의 자위연방연맹이다.